# 塞爾維亞國家男子手球隊
塞爾維亞國家男子手球隊是塞爾維亞的國家男子手球隊，由塞爾維亞手球聯盟（RSS）管理。塞爾維亞國家手球隊的前身是南斯拉夫國家手球隊。塞爾維亞是世界手球強隊。塞爾維亞在2000年悉尼奧運會手球比賽上奪得第4，之後還參加了2012年倫敦奧運會。